# パトリック・リー
パトリック・リー (Patrick Joseph "Pat" Leahy、1877年5月20日 - 1926年)は、アイルランド出身の男子陸上競技選手。1900年パリオリンピックの銀メダリストである。リーはアイルランドの南部リムリック県の出身で、7人の兄弟全員がスポーツマンという一家で育った。彼の兄のコーネリアス・リー(Cornelius Leahy)は1908年ロンドンオリンピックの走高跳で銀メダルを獲得している選手である。

## 経歴
リーは1900年パリオリンピックにイギリス代表として3つの跳躍種目に出場した。走高跳では1.78mの記録で、アメリカのアーヴィング・バクスター(Irving Baxter)に次いで銅メダルを獲得。走幅跳では、6.96mの記録でアメリカのアルビン・クレンツレーン(Alvin Kraenzlein)、マイヤー・プリンスタイン(Myer Prinstein)に次いで銅メダルを獲得した。三段跳では4位となりメダル獲得はならなかった。
1909年にリーは、兄のコーネリアスとともにアメリカに移民した。